# Тако гаїтянський
Та́ко гаїтянський (Coccyzus longirostris) — вид зозулеподібних птахів родини зозулевих (Cuculidae). Мешкає в Гаїті і Домініканській Республіці.

## Опис

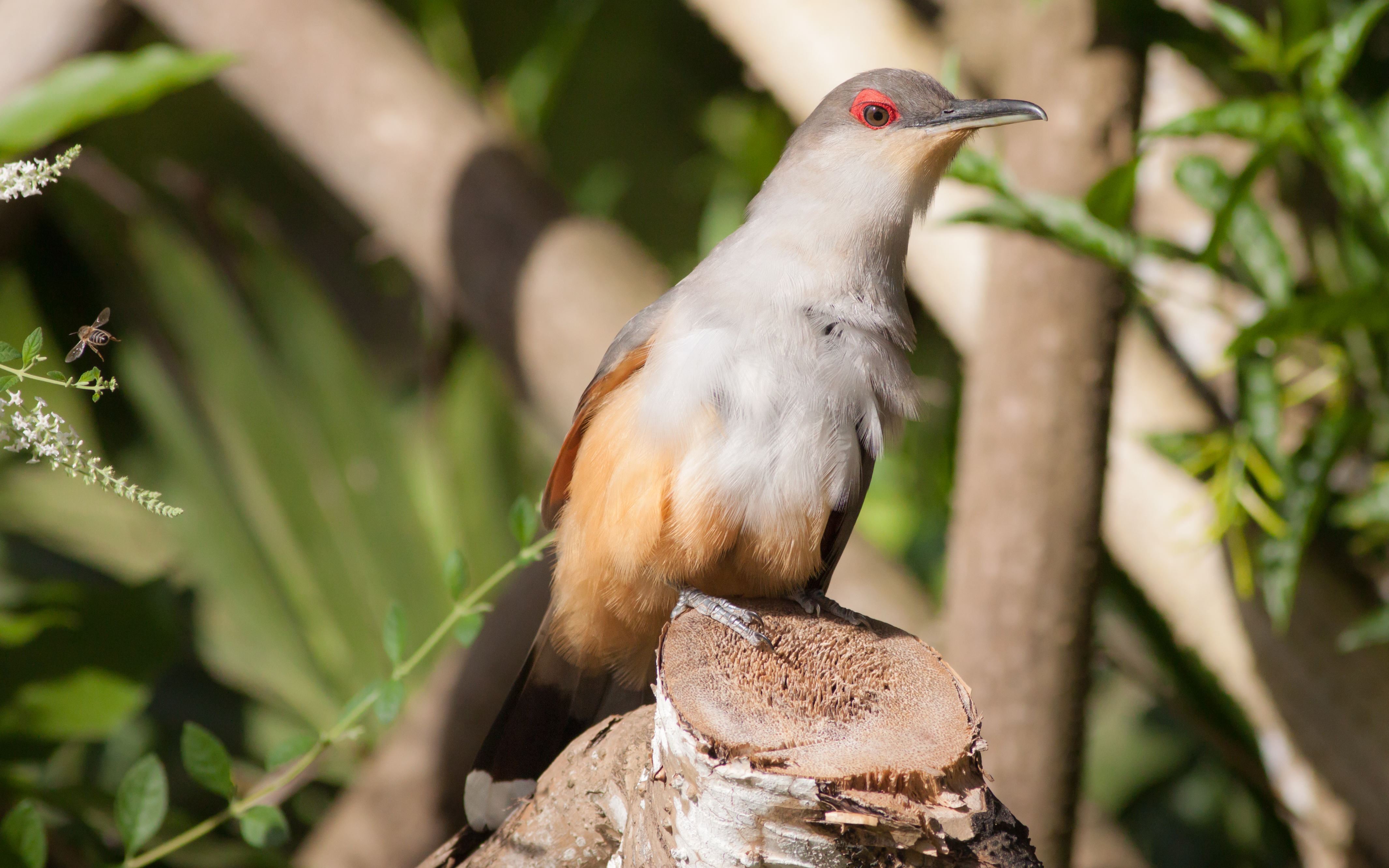
Гаїтянський тако

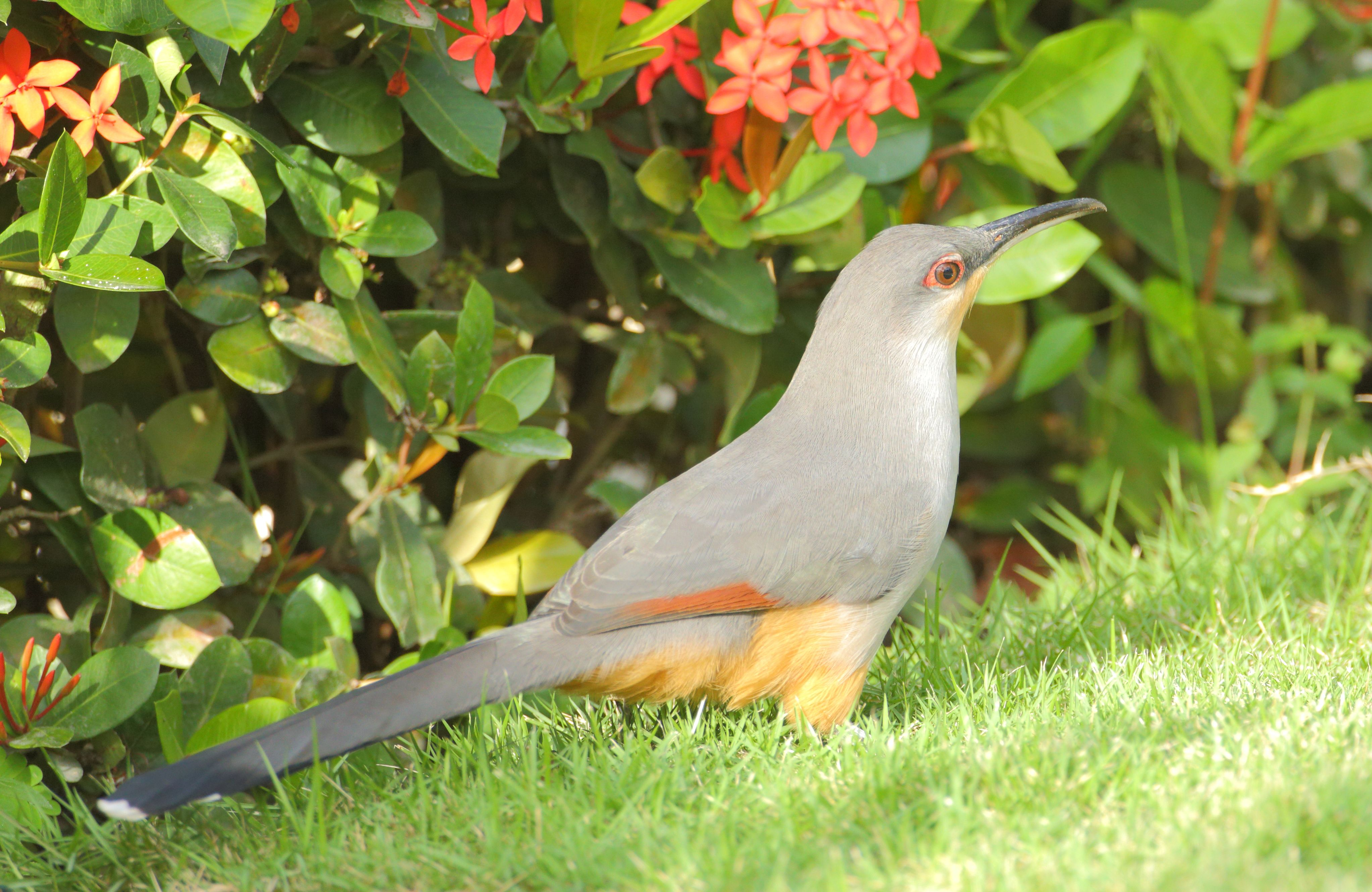
Гаїтянський тако

Довжина птаха становить 41-46 см, вага 110 г. Верхня частина тіла переважно сіра, горло білувате, підборіддя рудувате. Груди світло-сірі, живіт рудий. На крилах помітні рудувато-коричневі плями. Хвіст довгий, темно-сірий, стернові пера на кінці білі. Дзьоб міцний, на кінці гачкуватий.

## Підвиди
Виділяють два підвиди:
- C. l. petersi (Richmond & Swales, 1924) — острів Гонав;
- C. l. longirostris (Hermann, 1783) — острови Гаїті і Саона[en].

## Поширення і екологія
Гаїтянські тако живуть в сухих і вологих тропічних лісах, на узліссях, в рідколіссях, в сухих і вологих чагарникових заростях. Зустрічаються переважно на висоті до 2000 м над рівнем моря. Живляться переважно ящірками, а також великими комахами, яких шукають на деревах. Сезон розмноження триває з березня по червень. В кладці від 2 до 4 білих яєць.